# 博布羅維察

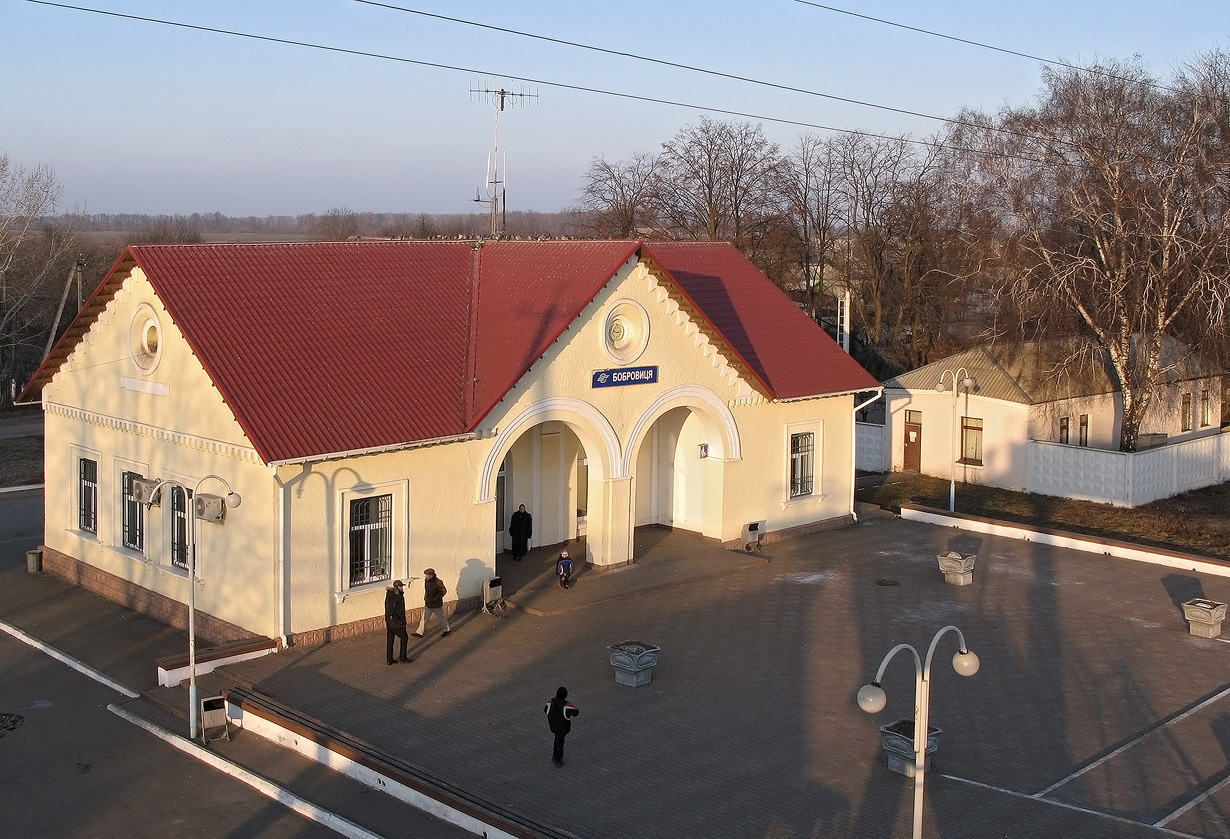
火车站

博布羅維察（羅馬化：Bobrovytsia）是烏克蘭北部切爾尼戈夫州尼任區博布罗维察市镇内的城市及该市镇的行政中心。始建於十一世紀，面積11.43平方公里，2001年人口11,916，人口密度每平方公里1,042.52人。2020年7月前是博布羅維察區的行政中心，之后博布羅維察區被废除，该城归属尼任區。